# بيرني ألفاريز
بيرني ألفاريز (بالإسبانية: Berni Álvarez)‏ مواليد 3 أغسطس 1971 في ريوس، هو لاعب كرة سلة إسباني تحول إلى التدريب بعد الاعتزال بدأ مسيرته الاحترافية في سنة 1992 يدرب فريق طراغونة. يبلغ طوله 6 قدم 5 بوصة (2.0 م). اعتزل اللعب في 2010.

## روابط خارجية
- بيرني ألفاريز على موقع الدوري الإسباني لكرة السلة (الإسبانية)
- بيرني ألفاريز على موقع كرة السلة الأوروبية.كوم (الإنجليزية)
- بيرني ألفاريز على موقع ريلجم (الإنجليزية)
- بيرني ألفاريز على موقع بروبوليرز (الإنجليزية)
- بيرني ألفاريز على موقع سبورتس رفرنس (الإنجليزية)